# Wicklewood
Wicklewood est une paroisse civile et un village du Norfolk, en Angleterre.